# Бейнбридж, Кеннет
Кеннет Томпкинс Бейнбридж (англ. Kenneth Bainbridge; 27 июля 1904 — 14 июля 1996) — американский физик.

## Биография
С 1922 по 1926 год Бейнбридж изучал электротехнику в Массачусетском технологическом институте (MIT), а затем физику в Принстонском университете, где в 1929 году он получил докторскую степень под руководством Генри Девульфа Смита. В 1932 году он разработал масс-спектрометр, с помощью которого смог провести очень точные измерения масс изотопов, что в то время впечатляюще подтверждало эквивалентность массы и энергии Альберта Эйнштейна. В 1933 году получил престижную стипендию Гуггенхайма, которую он использовал для поездки в Англию и работы в Кавендишской лаборатории Эрнеста Резерфорда в Кембриджском университете. Там он продолжил свою работу по созданию масс-спектрографа и подружился с британским физиком Джоном Кокрофтом. В 1934 году он стал ассистентом профессора в Гарварде. Во время Второй мировой войны он занимал ведущую позицию в разработке радаров в Радиационной лаборатории Массачусетского технологического института с 1940 года (руководитель отдела и член руководящего комитета), а с 1943 года в Манхэттенском проекте в Лос-Аламосе. Там он вначале руководил разработкой приборов, а затем, под руководством Джорджа Кистяковски, собственно созданием плутониевой бомбы (названной «Гаджет»), которая была взорвана в ходе испытания «Тринити» 16 июля 1945 года. После войны он вернулся в Гарвардский университет в качестве профессора в 1946 году, где инициировал строительство синхроциклотрона (разработанного при участии Роберта Р. Уилсона в 1946/47 годах) и возглавлял физический факультет с 1950 по 1954 год. В 1950-х годах стал ярым противником испытаний ядерного оружия и решительно выступал в защиту преследуемых коллег в эпоху маккартизма. В 1961 году он стал профессором физики Леверетта, а в 1975 году вышел на пенсию. Среди его студентов-докторантов был Эдвард Миллс Пёрселл.
В 1932 году он стал членом Американского физического общества. В 1937 году был избран в Американскую академию искусств и наук, а в 1946 году стал членом Национальной академии наук.